# Cyclooctatétraène
Pour les articles homonymes, voir COT.
Cependant, contrairement au benzène C6H6, le cyclooctatétraène C8H8 n'est pas aromatique, mais il n'est pas non plus anti-aromatique. Sa réactivité est caractéristique d'un polyène ordinaire, c'est-à-dire qu'il suit des réactions d'addition. En revanche, le benzène, aromatique, suit caractéristiquement des réactions de substitution, pas d'addition.

## Histoire
Le 1,3,5,7-cyclooctatétraène a été originellement synthétisé par Richard Willstätter à Munich en 1905,.
Richard Willstätter nota que ce composé ne montrait pas l'aromaticité attendue. Entre 1939 et 1943, les chimistes américains ont essayé sans succès de synthétiser COT. Ils ont rationalisé leur manque de succès en concluant que R. Willstätter n'avait pas vraiment synthétisé ce composé mais plutôt le styrène, un isomère C8H8. R. Willstätter a répondu à ces
contestations dans son autobiographie, où il a noté que les chimistes américains n'ont pas tenu compte ni été dérangés par le cyclooctane qu'il avait obtenu par réduction de son cyclooctatétraène (un produit de réaction impossible avec le styrène). En 1947, Walter Reppe à Ludwigshafen a enfin réussi à reproduire la synthèse de R. Willstätter.

## Structure et liaison

le cyclooctatétraène dans sa conformation naturelle en forme de baignoire.

## Synthèse et chimie

Réaction de Reppe

La synthèse originale de R. Willstätter qui nécessite 4 réactions d'élimination sur une structure cyclooctane, donne un rendement relativement bas. La synthèse de Walter Reppe du cyclooctatétraène qui implique de traiter de l'éthyne (acétylène) sous haute pression avec une mélange chaud de cyanure de nickel et de carbure de calcium, est bien meilleure avec un rendement proche de 90 %.
Parce que le COT est instable et forme facilement des peroxydes organiques explosifs, une petite quantité d'hydroquinone est habituellement ajoutée au composé commercialement accessible. Il est conseillé de tester les peroxydes avant d'utiliser une bouteille déjà ouverte auparavant. Des cristaux blancs autour du col de la bouteille peuvent être composés de peroxydes qui peuvent exploser quand ils sont sollicités mécaniquement.
Les liaisons π dans le cyclooctatétraène réagissent comme d'habitude pour des oléfines et non comme celles d'un cycle aromatique. Le mono et les poly-époxydes peut être générés en faisant réagir COT avec  des acides peroxydés ou avec le 
diméthyldioxirane. Diverses autres réactions d'addition sont aussi connues. En outre, un polyacétylène stable a été synthétisé via la polymérisation par ouverture de cycle d'un cyclooctatétraène alkyl-substitué. COT, lui-même, et aussi des dérivés avec de chaînes latérales ont été utilisés comme ligand en particulier pour les complexes sandwich en chimie organométallique.

## L'anion cyclooctatétraénure

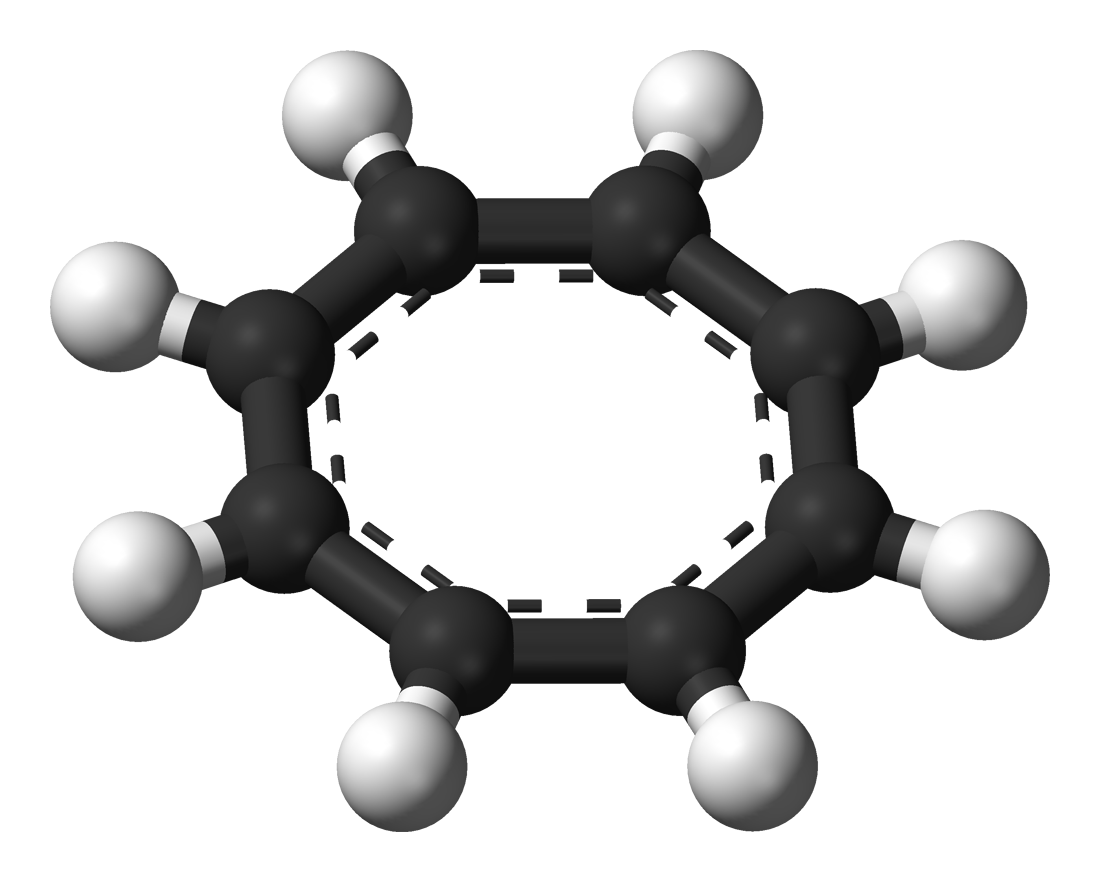
Modèle boules et bâtons de COT^{2−}

L'anion cyclooctatétraènure est le dianion dérivé du cyclooctatétraène. Il est plan et aromatique, et se lie facilement aux métaux.